# Al-Fadl ibn Yahya
Al-Fadl ibn Yahya al-Barmakí (àrab: الفضل بن يحيى البرمكي, al-Faḍl ibn Yaḥyà al-Barmakī) (segle viii, mort en 808) fou visir abbàssida, fill de Yahya ibn Khàlid. Era de la família dels barmàquides i germà de llet del califa Harun ar-Raixid.
Des del 786 va ser associat a les tasques de govern pel seu pare. El 792 li fou encarregat el govern de les províncies occidentals de Pèrsia i va lluitar contra l'alida rebel Yahya ibn Abd-Al·lah, que es va sotmetre per negociar. Fou derrotat pels khàzars a Šamrin, a la regió de Derbent. Llavors es va retirar cap a l'Iraq deixant el govern del virregnat (ostikanat) d'Armpenia i Mèdia a Úmar ibn Ayyub al-Kinaní. Vers el 793 fou nomenat governador de Khurasan (793-795), on va pacificar la província; va retornar a Bagdad deixant un lloctinent al Khurasan (794-795). El 797 el seu pare va fer un viatge a la Meca i com a fill gran li va deixar el segell, símbol del poder dels visirs, que després va passar al seu germà Jàfar ibn Yahya quan va perdre el favor del califa que el va destituir de tots els seus càrrecs. Per un temps fou tutor del fill d'Harun ar-Raixid i futur califa al-Amin i hauria afavorit la causa alida, permetent i protegint la constitució d'un estat zaydita al Gilan, la qual cosa li va valer ser maleït públicament pel califa (799). Fou empresonat juntament amb el seu pare (803) i va morir a Raqqa el 808 amb 45 anys.